# West Hanahai
West Hanahai est une ville du Botswana.